# ريكاردو هيرز
ريكاردو هيرز هو عازف كمان برازيلي، ولد في 1978.